# ライセルト反応
ライセルト反応（ライセルトはんのう、英: Reissert reaction）は、キノリンをキナルジン酸へ変換する一連の化学反応である。キノリン類は塩化アシルおよびシアン化カリウムと反応して、1-アシル-2-シアノ-1,2-ジヒドロキノリン類を与える。この化合物はライセルト化合物とも呼ばれる。加水分解により望むキナルジン酸が得られる。
ライセルト反応はイソキノリンおよびほとんどのピリジンを使っても成功する。
いくつかの総説が出版されている。

## 推薦文献
1. Cobb, R. Lynn; McEwen, William E. (1955). “Mechanism of the Acid-catalyzed Hydrolysis of Reissert Compounds”. Journal of the American Chemical Society 77 (19):  5042. doi:10.1021/ja01624a031.
2. McEwen, William E.; Mineo, Isidore C.; Shen, Yvonne H. (1971). “1,3-Dipolar addition reactions of Reissert compounds”. Journal of the American Chemical Society 93 (18):  4479. doi:10.1021/ja00747a023.
3. Evanguelidou, Eleftheria K.; McEwen, William E. (1966). “Acid-Catalyzed Condensation of a Reissert Compound with Acrylonitrile”. The Journal of Organic Chemistry 31 (12):  4110. doi:10.1021/jo01350a056.